# Церковь Смоленской иконы Божией Матери (Бредихино)
Церковь Смоленской иконы Божией Матери — православный храм в селе Бредихино Чернского района Тульской области. Один из интереснейших памятников русского зодчества. Относится к Белёвской епархии Тульской митрополии.
Престолы: Смоленской иконы Божией Матери, Всех Святых, Никиты Мученика.

## История
Каменный храм построен в 1869 году в селе Бредихино (Никитское) на средства братьев Константина, Сергея и Ивана Раевских. С помощью тех же братьев Раевских были устроены и придельные алтари в храме во имя Всех Святых с правой стороны в 1878 году и во имя св. великомученик Никиты с левой в 1872 году. В 1894 году были обновлены все иконостасы на пожертвования дворян Михаила и Марии Ермоловых и Дмитрия Трепова. При церкви в 1885 году была открыта школа грамоты.
Священнослужители Смоленской церкви:
- 1885—1902 — священник священник Михаил Вознесенский
- 1901—1902 — диакон Николай Виноградов

## Новое время
Храм существует в первоначальном своём виде до настоящего времени. Техническое состояние церкви хорошее. Произведён капитальный ремонт кровли и купола, покрашен фасад храма и внутри.
На данный момент храм реставрируется и действует. Богослужение совершается раз в месяц.

###### Настоятели
- Протоиерей Василий Захаров
- Иерей Андрей Немцов
- Иерей Алексей Попов
- Иерей Ярослав Фатеев